# NWA United States Heavyweight Championship (Detroit version)
L'NWA United States Heavyweight Championship (Detroit version) è stato un titolo di wrestling promosso dalla National Wrestling Alliance (NWA) nel territorio di Detroit.
Il titolo fu attivo dal 1965 al 1980, quando fu ritirato con la chiusura del territorio.

## Storia
Il titolo fa parte di una serie di riconoscimenti con lo stesso nome promossi dai territori della NWA. A partire dalla versione originaria del titolo, promossa nel territorio di Chicago, nel 1958 i territori di Illinois e Wisconsin riconobbero Wilbur Snyder come detentore di quel titolo, nonostante non fosse stato riconosciuto come campione. Quando Angelo Poffo sconfisse Snyder nel 1958, iniziò ad essere annunciato come detentore di una nuova versione del titolo, divenendone il primo detentore. 
Il titolo rimase attivo fino all'ottobre 1980, quando fu cessato con la chiusura della federazione. Tuttavia l'allora detentore The Sheik fu riconosciuto come campione dalla International Championship Wrestling, che promosse una nuova versione del titolo, non attiva sotto l'egida NWA, fino al 1983.

## Albo d'oro
| Legenda  |                                                                               |
| -------- | ----------------------------------------------------------------------------- |
| #        | Indica il numero del regno titolato                                           |
| Regno    | Viene indicato il numero del regno del campione                               |
| Data     | La data in cui il titolo è stato vinto                                        |
| Località | Indica il luogo in cui il titolo è stato vinto                                |
| Note     | Indica notizie particolari riguardanti i cambi di titolo o altre informazioni |

| #                          | Campione             | Regno | Data              | Giorni | Località             | Evento     | Note | Fonti |
| -------------------------- | -------------------- | ----- | ----------------- | ------ | -------------------- | ---------- | --- | ----- |
| 1                          | Angelo Poffo         | 1     | 27 dicembre 1958  | --     | Cincinnati, Ohio     | House show | Poffo sconfisse Snyder, che era riconosciuto in alcune località come detentore della versione di Chicago del titolo, per dare vita alla nuova versione del titolo.                                                                |       |
| 2                          | Wilbur Snyder        | 1     | gennaio 1959      | --     | --                   | House show | Durante questo regno Poffo continuò ad essere promosso come campione a Cincinnati. |       |
| 3                          | Angelo Poffo         | 1     | 23 gennaio 1959   | 99     | Cincinnati, Ohio     | House show | |       |
| 4                          | Wilbur Snyder        | 2     | 2 maggio 1959     | 21     | Detroit, Michigan    | House show | |       |
| 5                          | Dick the Bruiser     | 1     | 23 maggio 1959    | 259    | Detroit, Michigan    | House show | Durante questo regno Dick the Bruiser smise di essere riconosciuto come campione a Chicago. |       |
| 6                          | Wilbur Snyder        | 3     | 6 febbraio 1960   | 14     | Detroit, Michigan    | House show | |       |
| 7                          | Dick the Bruiser     | 2     | 20 febbraio 1960  | 103    | Detroit, Michigan    | House show | |       |
| 8                          | Bob Ellis            | 1     | 2 giugno 1960     | 9      | Windsor, Ontario     | House show | |       |
| 9                          | Dick the Bruiser     | 3     | 11 giugno 1960    | 77     | Detroit, Michigan    | House show | |       |
| 10                         | Wilbur Snyder        | 4     | 27 agosto 1960    | --     | Milwaukee, Wisconsin | House show | |       |
| 11                         | Dick the Bruiser     | 4     | settembre 1960    | --     | --                   | --         | |       |
| 12                         | Bobo Brazil          | 1     | 28 gennaio 1961   | 30     | Detroit, Michigan    | House show | |       |
| 13                         | Dick the Bruiser     | 5     | 27 febbraio 1961  | 144    | Detroit, Michigan    | House show | |       |
| 14                         | Verne Gagne          | 1     | 21 luglio 1961    | 64     | Hazel Park, Michigan | House show | |       |
| 15                         | Dick the Bruiser     | 6     | 23 settembre 1961 | 69     | Detroit, Michigan    | House show | |       |
| 16                         | Fritz Von Erich      | 1     | 1 dicembre 1961   | --     | Detroit, Michigan    | House show | |       |
| 17                         | Wilbur Snyder        | 5     | marzo 1962        | --     | --                   | --         | Durante questo regno anche Von Erich fu promosso come detentore del titolo. |       |
| Storia del titolo non nota |                      |       |                   |        |                      |            | |       |
| 18                         | Dick the Bruiser     | 7     | luglio 1962       | --     | --                   | --         | |       |
| 19                         | Lord Athol Layton    | 1     | 4 agosto 1962     | 308    | Detroit, Michigan    | House show | |       |
| 20                         | Fritz Von Erich      | 2     | 8 giugno 1963     | 42     | Detroit, Michigan    | House show | |       |
| 21                         | Lord Athol Layton    | 2     | 20 luglio 1963    | 91     | Detroit, Michigan    | House show | |       |
| 22                         | Fritz Von Erich      | 3     | 19 ottobre 1963   | 238    | Detroit, Michigan    | House show | |       |
| 23                         | Johnny Valentine     | 1     | 13 giugno 1964    | 238    | Detroit, Michigan    | House show | |       |
| 24                         | The Sheik            | 1     | 6 febbraio 1965   | 581    | Detroit, Michigan    | House show | |       |
| —                          | Vacante              | —     | 10 settembre 1966 | —      | —                    | —          | Il titolo fu reso vacante al termine di un finale controverso di un incontro titolato contro Bill Miller. |       |
| 25                         | The Sheik            | 2     | 24 settembre 1966 | 1601   | Detroit, Michigan    | House show | In uno spareggio per riassegnare il titolo vacante contro Miller. |       |
| —                          | Vacante              | —     | 11 febbraio 1971  | —      | —                    | —          | Il titolo fu reso vacante al termine di un finale controverso di un incontro titolato contro Bulldog Brower. |       |
| 26                         | The Sheik            | 3     | 18 febbraio 1971  | 100    | Detroit, Michigan    | House show | In uno spareggio per riassegnare il titolo vacante contro Bulldog Brower. |       |
| 27                         | Bobo Brazil          | 2     | 29 maggio 1971    | 49     | Detroit, Michigan    | House show | |       |
| —                          | Vacante              | —     | 17 luglio 1971    | —      | —                    | —          | Il titolo fu reso vacante al termine di un finale controverso di un incontro titolato contro Bill Curry. |       |
| 28                         | Bobo Brazil          | 3     | 7 agosto 1971     | 14     | Detroit, Michigan    | House show | In uno spareggio per riassegnare il titolo vacante contro Curry. |       |
| —                          | Vacante              | —     | 21 agosto 1971    | —      | —                    | —          | Il titolo fu reso vacante al termine di un finale controverso di un incontro titolato contro Ernie Ladd. |       |
| 29                         | Bobo Brazil          | 4     | 4 settembre 1971  | 250    | Detroit, Michigan    | House show | In uno spareggio per riassegnare il titolo vacante contro Ladd. |       |
| —                          | Vacante              | —     | 11 maggio 1972    | —      | —                    | —          | Il titolo fu reso vacante al termine di un finale controverso di un incontro titolato contro Pampero Firpo. |       |
| 30                         | Bobo Brazil          | 5     | 18 maggio 1972    | 30     | Toledo, Ohio         | House show | In uno spareggio per riassegnare il titolo vacante contro Firpo. |       |
| —                          | Vacante              | —     | 17 giugno 1972    | —      | —                    | —          | Il titolo fu reso vacante al termine di un finale controverso di un incontro titolato contro Pampero Firpo. |       |
| 31                         | Bobo Brazil          | 6     | 1 luglio 1972     | 42     | Detroit, Michigan    | House show | In uno spareggio per riassegnare il titolo vacante contro Firpo. |       |
| 32                         | Pampero Firpo        | 1     | 12 agosto 1972    | 7      | Detroit, Michigan    | House show | |       |
| 33                         | Bobo Brazil          | 7     | 19 agosto 1972    | 70     | Detroit, Michigan    | House show | |       |
| 34                         | Pampero Firpo        | 2     | 28 ottobre 1972   | 56     | Detroit, Michigan    | House show | |       |
| 35                         | Bobo Brazil          | 8     | 23 dicembre 1972  | 7      | Detroit, Michigan    | House show | |       |
| 36                         | The Sheik            | 4     | 30 dicembre 1972  | 14     | Detroit, Michigan    | House show | |       |
| 37                         | Bobo Brazil          | 9     | 13 gennaio 1973   | 14     | Detroit, Michigan    | House show | |       |
| 38                         | The Sheik            | 5     | 27 gennaio 1973   | 161    | Detroit, Michigan    | House show | |       |
| 39                         | Johnny Valentine     | 2     | 7 luglio 1973     | 14     | Detroit, Michigan    | House show | |       |
| 40                         | The Sheik            | 6     | 21 luglio 1973    | 161    | Detroit, Michigan    | House show | |       |
| —                          | Vacante              | —     | 29 dicembre 1973  | —      | —                    | —          | Il titolo fu reso vacante al termine di un finale controverso di un incontro titolato contro Pampero Firpo. |       |
| 41                         | The Sheik            | 7     | 16 febbraio 1974  | 14     | Detroit, Michigan    | House show | |       |
| 42                         | Tony Marino          | 1     | 2 marzo 1974      | 14     | Detroit, Michigan    | House show | |       |
| 43                         | The Sheik            | 8     | 16 marzo 1974     | 315    | Detroit, Michigan    | House show | |       |
| 44                         | Bobo Brazil          | 10    | 25 gennaio 1975   | 14     | Detroit, Michigan    | House show | Vincendo il titolo a tavolino per mancata difesa di Sheik. |       |
| 45                         | Abdullah the Butcher | 1     | 8 febbraio 1975   | 70     | Detroit, Michigan    | House show | |       |
| 46                         | Bobo Brazil          | 11    | 19 aprile 1975    | --     | Detroit, Michigan    | House show | |       |
| 47                         | The Sheik            | 9     | luglio 1975       | --     | --                   | --         | |       |
| 48                         | Mark Lewin           | 1     | 27 settembre 1975 | 35     | Detroit, Michigan    | House show | In Ohio The Sheik continuò ad essere promosso come campione. |       |
| 49                         | Don Kent             | 1     | 1 novembre 1975   | 10     | Detroit, Michigan    | House show | |       |
| 50                         | Mark Lewin           | 2     | 11 novembre 1975  | 95     |                      |            | |       |
| —                          | Vacante              | —     | 14 febbraio 1976  | —      | —                    | —          | Il titolo fu reso vacante per motivi non noti. |       |
| 51                         | Bobo Brazil          | 12    | 21 aprile 1976    | 24     |                      |            | In un torneo per riassegnare il titolo vacante, vincendo la finale per forfait di Brute Bernard |       |
| 52                         | The Sheik            | 10    | 15 maggio 1976    | 63     | Detroit, Michigan    | House show | |       |
| 53                         | Pampero Firpo        | 3     | 17 luglio 1976    | 91     | Detroit, Michigan    | House show | |       |
| 54                         | Don Kent             | 2     | 16 ottobre 1976   | 84     | Detroit, Michigan    | House show | |       |
| 55                         | Gino Hernandez       | 1     | 8 gennaio 1977    | 84     | Detroit, Michigan    | House show | |       |
| 56                         | The Sheik            | 11    | 2 aprile 1977     | --     | Detroit, Michigan    | House show | |       |
| 57                         | Ox Baker             | 1     | settembre 1977    | --     | --                   | House show | |       |
| Storia del titolo non nota |                      |       |                   |        |                      |            | |       |
| 58                         | The Sheik            | 12    | ottobre 1977      | --     | --                   | House show | |       |
| Storia del titolo non nota |                      |       |                   |        |                      |            | |       |
| 59                         | Mark Lewin           | 3     | settembre 1978    | --     | --                   | House show | |       |
| 60                         | Terry Funk           | 1     | 8 ottobre 1978    | 14     | Detroit, Michigan    | House show | |       |
| 61                         | The Sheik            | 13    | 22 ottobre 1978   | 538    | Detroit, Michigan    | House show | |       |
| 62                         | Mighty Igor          | 1     | 12 aprile 1980    | 21     | Detroit, Michigan    | House show | |       |
| 63                         | The Sheik            | 14    | 3 maggio 1980     | --     | Detroit, Michigan    | House show | |       |
| —                          | Disattivato          | —     | ottobre 1980      | —      | —                    | —          | Il titolo fu disattivato con la chiusura della federazione. The Sheik fu riconosciuto dalla International Championship Wrestling come detentore dell'International Championship Wrestling United States Heavyweight Championship. |       |